# Samonaprowadzanie półaktywne
Samonaprowadzanie półaktywne – jedna z grup układów samonaprowadzania pocisków kierowanych na cel. Samonaprowadzanie półaktywne polega na ciągłym odbieraniu fal elektromagnetycznych odbitych od celu, lecz wysyłanych przez nadajnik znajdujący się poza pociskiem. Do samonaprowadzania półaktywnego można używać nadajnika wysyłającego promieniowanie radiowe, widzialne, promieniowanie podczerwone lub fale akustyczne.